# Capitola (California)
Capitola, fundada en 1949, es una ciudad ubicada en el condado de Santa Cruz en el estado estadounidense de California. En el año 2000 tenía una población de 10,033 habitantes y una densidad poblacional de 2,280.2 personas por km².

## Geografía
Capitola se encuentra ubicada en las coordenadas 36°58′35″N 121°57′17″O / 36.97639, -121.95472. Según la Oficina del Censo, la ciudad tiene un área total de 4,4 km² (1,7 mi²), de la cual 4,2 km² (1,6 mi²) es tierra y 0,2 km² (0,1 mi²) (4.14%) es agua.

## Demografía
Según la Oficina del Censo en 2000 los ingresos medios por hogar en la localidad eran de $46,048, y los ingresos medios por familia eran $59,473. Los hombres tenían unos ingresos medios de $47,879 frente a los $35,444 para las mujeres. La renta per cápita para la localidad era de $27,609. Alrededor del 7.0% de la población estaban por debajo del umbral de pobreza.